# 최진행
최진행(崔鎭涬, 1985년 8월 17일~)은 전 KBO 리그 한화 이글스의 외야수, 지명타자이며, 현재는 서산시 리틀야구단의 감독이다.

## 선수 시절

### 한화 이글스시절
2004년 신인 드래프트에서 2차 2라운드(전체 10순위) 지명을 받아 입단하였다.
데뷔 첫 시즌에 79경기에 출전해 43안타, 9홈런을 기록해 대형 거포로서의 가능성을 보여줬다. 특히 5월 한 달간 3경기 연속 홈런을 포함해 8홈런을 몰아치는 등 맹타를 휘둘렀다. 그러나 이듬해 1경기 출장에 그친 후 경찰 야구단에 일찌감치 입대하였다.

### 경찰 야구단시절
2006년에 입단하였다.

### 한화 이글스복귀
2007년에 복귀하였다.

#### 2009년
6월 4일 LG전에서 선발 봉중근을 상대로 시즌 첫 안타를 홈런으로 기록했다.

#### 2010년
본격적으로 주전으로 출전하며 내야수 김태균과 이범호의 일본 진출로 인해 공석이 된 중심 타선을 내야수 김태완과 맡았다. 장타력이 크게 향상돼 32홈런을 기록하며 이대호에 이어 홈런 2위에 올랐다. 시즌 중반까지는 이대호와 홈런왕 경쟁을 벌이는 등 팀의 붙박이 4번 타자로 맹활약했다. 팀 타자 중 드물게 빨리 군대를 다녀와서 팀의 새로운 다이너마이트 타선의 중심으로 기대를 받았다. 5월 12일 LG전에서 투수 이범준을 상대로 데뷔 첫 만루 홈런을 기록해 팀의 승리에 기여했다.

#### 2011년
개막전부터 팀의 4번 타자로 기용되며 맹활약했다. 시즌 중후반 부진으로 카림 가르시아에 4번 타자 자리를 내 주기도 했으나 대부분의 경기를 4번 타자로 활약했다. 전년도보다 타율이 2푼 상승했고 결승타 시즌 4위, 득점권 타율 .360을 기록하며 이대수와 함께 후반기 팀 돌풍의 주역으로 활동했다.

#### 2012년
시즌 초반에 최악의 성적인 34타수 3안타, 1타점을 기록하고 2군으로 내려갔다.

#### 2013년
군 복무에서 복귀한 김태완과 정현석과 송광민의 가세로 2008년 시즌 후 옅어졌던 다이너마이트라는 팀 컬러가 색이 진해질 것으로 예상했으나, 김태균 및 팀의 부진으로 실망감만 안겼다. 9월 10일부터 부상으로 전력에서 이탈했다. 하지만 이전과는 다르게 정교한 타격을 선보였으며, 데뷔 첫 3할 타율을 기록했다.

#### 2015년
약물 논란 이후 8월 12일 KT전에서 복귀해 선발 주권을 상대로 홈런을 쳐 냈다.

#### 2016년
5월 7일 KT전에서 높은 외야 파울 타구를 잡으려다 최윤석과 충돌 후 펜스에 부딪쳐 큰 부상을 입었다. 충돌 후 병원으로 이송됐고 진단 결과 왼쪽 어깨 뼈 골절로 시즌 아웃됐다.

#### 2017년
4월 14일 SK전에서 윤희상을 상대로 홈런을 쳐 냈다.

#### 2018년
팀의 주장으로 선임됐으나 부진해 송광민에게 주장을 넘겨줬다.

#### 2020 시즌
11월 6일에 재계약 불가를 통보받고 방출됐다.

## 야구선수 은퇴 후
2021년부터 서산시 리틀야구단의 감독으로 활동한다.

## 논란
- 2015년 5월 KBO가 실시한 도핑 테스트 결과 그의 소변 샘플에서 세계반도핑기구 규정상 경기 중 사용 금지 약물인 스타노조롤이 검출됐다. 이에 KBO는 6월 25일 반도핑 규정 6조 1항에 의거 그에게 30경기 출장 정지의 제재를 부과했다.[7] 또한, 한화 이글스에도 반도핑 규정 6조 2항에 의거 제재금 2,000만원을 부과했다. 며칠 후, 한화 이글스도 그에 대한 자체 징계로 벌금 2,000만원을 부과했다. 한화 이글스는 그에게 부과된 벌금 2,000만원을 유소년 발전 기금으로 쓰겠다고 밝혔다.

## 별명
- 2012년 5월 11일 롯데전에서 박찬호가 대량 실점을 하며 7점차로 지고 있었으나 장성호의 적시타, 고동진의 만루 홈런으로 2점차까지 추격했다. 7회말 안타로 동점을 만들고 그가 2루에 있었을 때, 오선진이 우전 안타를 치고 그는 홈으로 달렸다. 강민호의 태그를 피해 점프를 했으나 심판은 세이프를 선언했다. 그 오심으로 인해 팀은 승리했고 '에어진행'이라는 별명을 얻었다.
- 약물 논란으로 인해 '약진행'이라고 불린다.
- 삼진을 많이 당해서 '삼진행'이라고 불린다.

## 출신 학교
- 서울동원초등학교 (노원리틀)
- 청량중학교
- 덕수정보산업고등학교
- 우송대학교

## 통산 기록
| 연도 | 팀명   | 타율  | 경기 | 타수 | 득점 | 안타 | 2루타 | 3루타 | 홈런 | 루타 | 타점 | 도루 | 도실 | 볼넷 | 사구 | 삼진 | 병살 | 실책 |
| ---- | ------ | ----- | ---- | ---- | ---- | ---- | ----- | ----- | ---- | ---- | ---- | ---- | ---- | ---- | ---- | ---- | ---- | ---- |
| 2004 | 한화   | 0.206 | 79   | 209  | 28   | 43   | 10    | 0     | 9    | 80   | 28   | 2    | 0    | 25   | 2    | 79   | 5    | 1    |
| 2005 | 한화   | 0.000 | 1    | 1    | 0    | 0    | 0     | 0     | 0    | 0    | 0    | 0    | 0    | 0    | 0    | 1    | 0    | 0    |
| 2008 | 한화   | 0.000 | 3    | 4    | 0    | 0    | 0     | 0     | 0    | 0    | 0    | 0    | 0    | 0    | 0    | 2    | 1    | 0    |
| 2009 | 한화   | 0.200 | 28   | 55   | 6    | 11   | 3     | 0     | 2    | 20   | 8    | 0    | 0    | 7    | 2    | 24   | 0    | 0    |
| 2010 | 한화   | 0.261 | 129  | 464  | 66   | 121  | 22    | 0     | 32   | 239  | 92   | 5    | 4    | 47   | 9    | 131  | 15   | 4    |
| 2011 | 한화   | 0.276 | 127  | 434  | 63   | 120  | 11    | 1     | 19   | 190  | 85   | 3    | 5    | 61   | 13   | 107  | 9    | 5    |
| 2012 | 한화   | 0.248 | 120  | 395  | 59   | 98   | 26    | 0     | 17   | 175  | 55   | 6    | 3    | 66   | 6    | 109  | 11   | 0    |
| 2013 | 한화   | 0.300 | 106  | 367  | 39   | 110  | 27    | 0     | 8    | 161  | 53   | 0    | 0    | 50   | 3    | 86   | 18   | 0    |
| 2014 | 한화   | 0.261 | 99   | 299  | 32   | 78   | 16    | 0     | 12   | 130  | 45   | 1    | 2    | 23   | 3    | 79   | 8    | 3    |
| 2015 | 한화   | 0.291 | 109  | 333  | 55   | 97   | 17    | 0     | 18   | 168  | 64   | 0    | 3    | 65   | 4    | 101  | 9    | 1    |
| 2016 | 한화   | 0.329 | 28   | 70   | 4    | 23   | 2     | 0     | 1    | 28   | 9    | 0    | 0    | 11   | 2    | 16   | 1    | 0    |
| 2017 | 한화   | 0.306 | 89   | 258  | 29   | 79   | 21    | 0     | 13   | 139  | 50   | 0    | 2    | 19   | 10   | 77   | 3    | 1    |
| 2018 | 한화   | 0.213 | 57   | 136  | 14   | 29   | 3     | 0     | 7    | 53   | 13   | 0    | 1    | 15   | 3    | 53   | 5    | 1    |
| 2019 | 한화   | 0.231 | 45   | 117  | 10   | 27   | 6     | 0     | 6    | 51   | 19   | 0    | 0    | 9    | 2    | 28   | 3    | 0    |
| 2020 | 한화   | 0.234 | 84   | 214  | 23   | 50   | 5     | 0     | 8    | 79   | 30   | 0    | 0    | 18   | 5    | 59   | 11   | 1    |
| 통산 | 15시즌 | 0.264 | 1104 | 3356 | 428  | 886  | 169   | 1     | 152  | 1513 | 551  | 17   | 20   | 416  | 64   | 952  | 99   | 17   |